# Ivor Weitzer
Ivor Weitzer (sinh 24 tháng 5 năm 1988) là một cầu thủ bóng đá Croatia thi đấu cho FK Sloboda Tuzla ở Giải bóng đá ngoại hạng Bosnia và Herzegovina. Sinh ra ở Rijeka, trong mùa giải đầu tiên anh có 1 lần ra sân cho Rijeka trong Prva HNL 2006–07. Sau đó, anh thi đấu cho Orijent, Pomorac, Široki Brijeg và Istra 1961. Anh là vua phá lưới của Pomorac ở 2011–12 Druga HNL. Năm 2012, anh trở về Rijeka, thi đấu một mùa giải.